# 아이오와급 전함

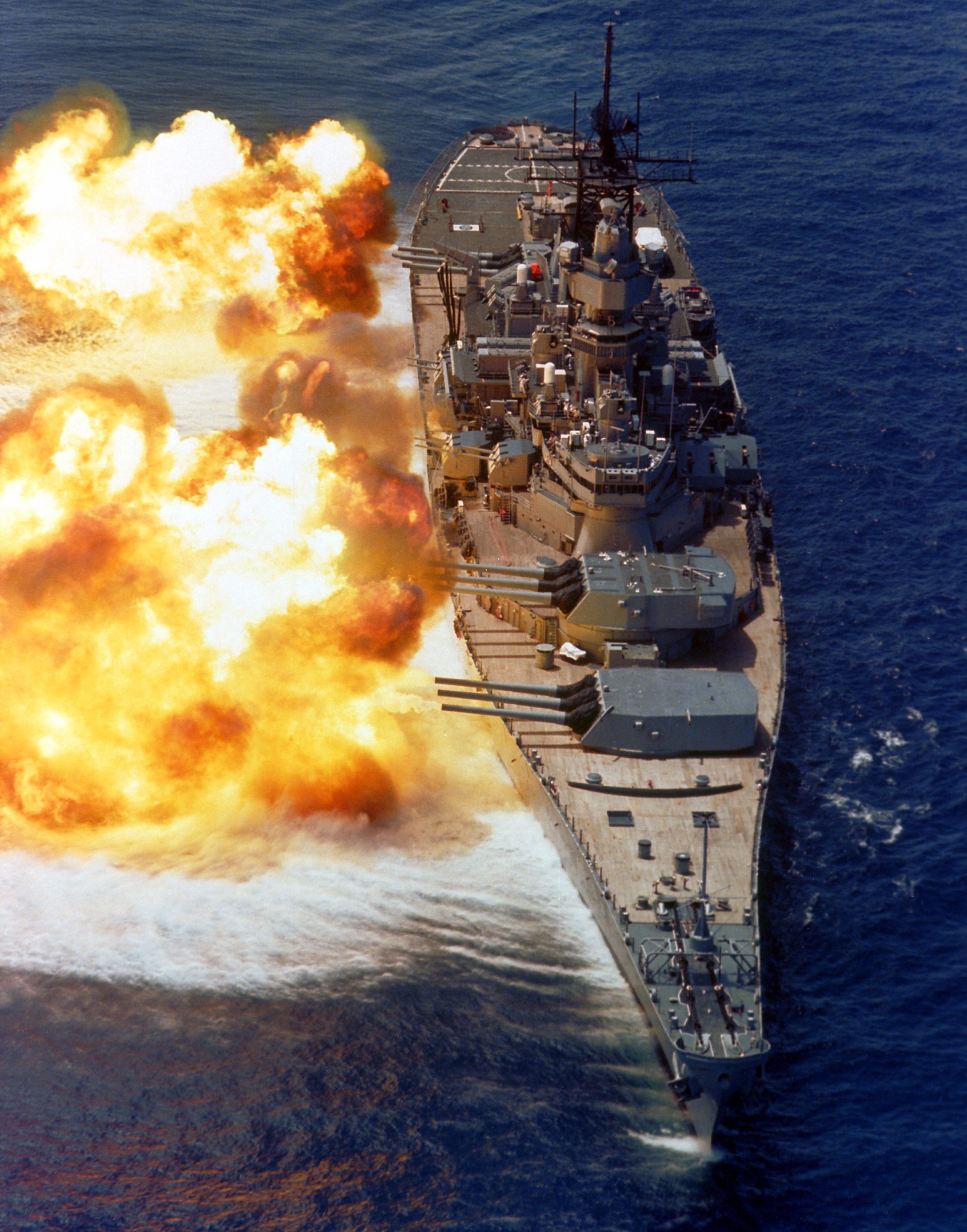
사격 훈련 중인 아이오와호.

아이오와급 전함은 미 해군이 운용하였던 전함이다. 미군이 실제 건조했던 전함 중 가장 크고 무거운 전함이었으며, 전 세계에서 야마토급 전함 다음으로 거대한 전함이었다. 1942년 8월 1번 함인 USS 아이오와가 진수된 것을 시작으로 총 4척의 아이오와급 전함들이 건조되었다.
아이오와급 전함은 최대 33노트로, 당대 전함들 중에서도 가장 빠른 속도를 낼 수 있는 고속전함이었다. 16인치의 대구경포 9문을 주포로 보유하고 있었으며 기준배수량 46,000톤, 만재배수량 58,460톤으로 미군이 보유한 당대 함선들 중 가장 거대했다. 길이는 270m로 당대 최대의 군함이었던 야마토급 전함을 포함한 어떤 배보다도 길었고, 전폭은 33m로 파나마 운하를 지나가기 위해 설계되어 크기에 비해 좁고 긴 함선이었다.
최초 전장이었던 태평양 전쟁에서는 취역 시점이 늦었고 이미 전장의 주역이 항공모함으로 넘어간 탓에 큰 활약상을 보이지는 못했으나, 3번 함인 미주리 호에서 일본 제국의 항복 문서를 조인한 것으로 유명하다. 이후 퇴역했다 한국 전쟁, 베트남 전쟁 등에서 다시 취역해 해안 포격 등으로 활용되었으며, 1991년 걸프 전쟁을 끝으로 4대의 함선이 완전히 퇴역하였다. 각 함선들은 미국 각지에 박물관 함으로 전시되어 있으며, 방문하여 배 전체와 내부를 관람할 수 있다.

함정목록
- USS아이오와(BB61)
- USS뉴저지(BB62)
- USS미주리(BB63)
- USS위스콘신(BB64)
- USS일리노이(BB65)(미완성)
- USS켄터키(BB66)(미완성)
- 전후 일리노이와 켄터키의 주기관은 반으로 나누어져 새크라멘토급 군수지원함의 주기관으로 사용되었다